# Acumulador hidráulico

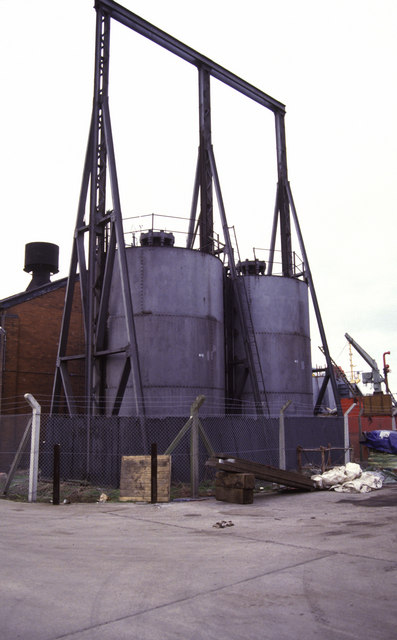
Doble acumulador de energía hidráulica, mediante pesos elevados (Yorkshire, Reino Unido)

Un acumulador hidráulico es un depósito en el que se mantiene un fluido oleohidráulico incompresible sometido a presión, aplicada por una fuente de energía externa. La fuente externa puede ser un muelle, un peso elevado o un gas comprimido.
Es un tipo de dispositivo de almacenamiento de energía utilizado para que un sistema de suministro de fuerza hidráulica pueda cubrir picos de demanda, permitiendo emplear bombas de menor potencia, y responder más eficazmente a incrementos de demanda temporales, suavizando además las oscilaciones del sistema.
Los acumuladores de gas comprimido, también llamados acumuladores hidroneumáticos, son el tipo más común.

## Tipos de acumuladores

### Torres

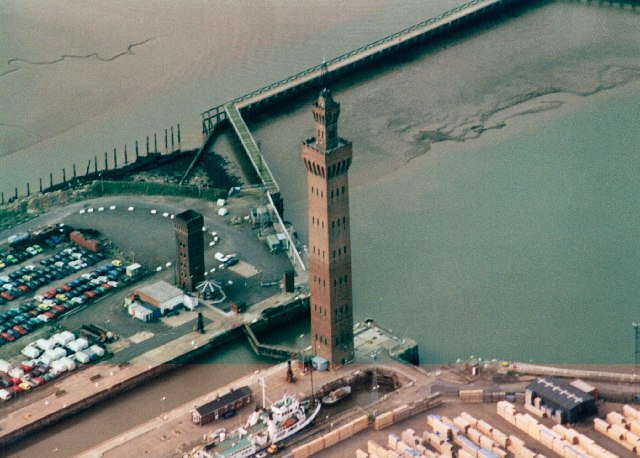
Torre de agua del puerto de Grimsby

Los primeros acumuladores para la maquinaria hidráulica portuaria diseñada por William Armstrong fueron depósitos elevados sobre torres de agua. El agua era bombeada mediante bombas de vapor a un tanque situado en la parte superior de estas torres. Cuando la maquinaria del puerto requería potencia hidráulica, la altura del agua sobre el suelo proporcionaba la presión necesaria.
Estas torres exentas eran extremadamente altas. Una de las más conocidas, la Grimsby Dock Tower inaugurada en 1852, tiene 300 pies (91,4 m) de altura. Sin embargo, el tamaño de las torres las hacía muy caras de construir, por lo que estos acumuladores de torre, se construyeron durante menos de una década, a pesar de su simple y eficaz funcionamiento. Casi al mismo tiempo, John Fowler estaba trabajando en la construcción del muelle del transbordador en el cercano puerto de New Holland, pero allí no podía utilizar la misma solución, ya que las malas condiciones del terreno no permitían construir una torre de acumuladores con la altura suficiente. Cuando se imauguró la instalación de Grimsby, ya se había quedado obsoleta, puesto que Armstrong había desarrollado el acumulador con pesas para su uso en New Holland, un dispositivo más complejo pero también mucho más pequeño. En 1892, la torre de Grimsby dejó de suministrar agua a presión, siendo reemplazada siguiendo el consejo de Fowler por un acumulador de pesas, situado en un muelle adyacente. A pesar de perder su función hidráulica original, la torre se ha mantenido hasta hoy como una destacada referencia visual del puerto.
Otra torre similar se conserva junto al muelle del East Float, en la localidad de Birkenhead, Inglaterra.

### Peso elevado

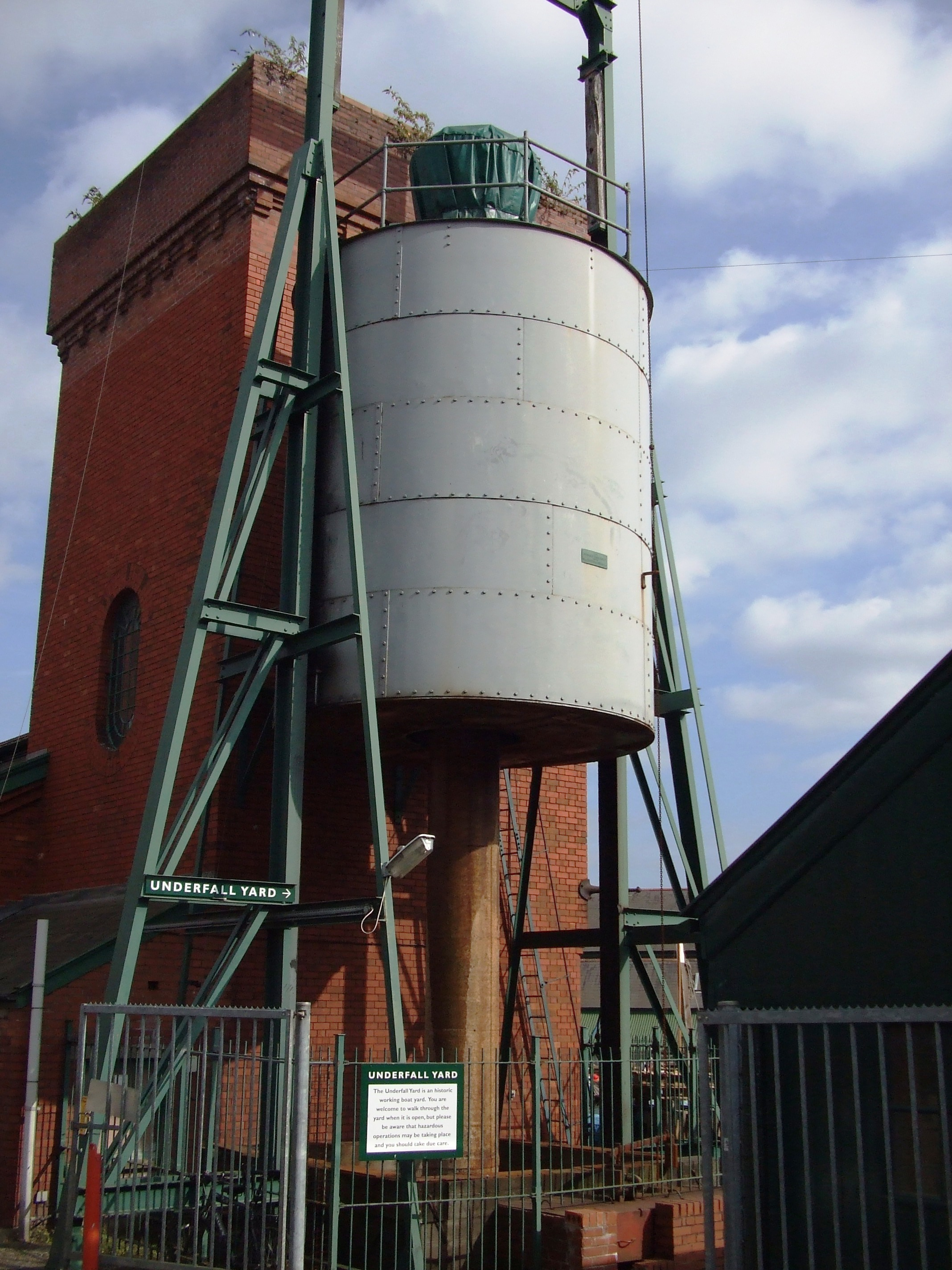
Acumulador de pesas en la estación de bombeo del puerto de Bristol

Un acumulador de peso elevado consiste en un cilindro vertical que contiene un fluido conectado a la línea hidráulica. El cilindro está cerrado por un pistón en el que se colocan una serie de pesos que ejercen una fuerza hacia abajo sobre el pistón y, por lo tanto, presurizan el fluido en el cilindro. A diferencia de los acumuladores de gas comprimido y de resorte, este tipo de acumulador libera una presión casi constante hasta que se vacía, independientemente del volumen de fluido en el cilindro (la presión disminuye ligeramente a medida que el cilindro se vacía, debido a la disminución del peso del líquido acumulado).
Se puede encontrar un ejemplo práctico operativo de este tipo de acumulador junto al edificio del motor hidráulico del puerto de Bristol. Al acumulador original de 1887, que sigue estando en su torre, se le agregó un acumulador externo en 1954 y este sistema se usó hasta 2010 para alimentar las compuertas de cierre de la cuenca de Cumberland. El agua se bombea desde el puerto a un tanque colector y luego se alimenta por gravedad a las bombas. La presión de trabajo es de 750 psi (5.2 MPa, o 52 bar) y se utilizaba para alimentar los motores de las grúas, puentes y compuertas del puerto de Bristol.
El mecanismo de operación original del Puente de la Torre de Londres también usaba este tipo de acumulador. Aunque ya no están en uso, dos de los seis acumuladores aún se pueden ver "in situ" en el museo del puente.
En los muelles del Canal del Regente (actualmente valle de Limehouse) se localizan los restos de un acumulador hidráulico que data de 1869, un fragmento de la instalación de este tipo más antigua que queda en el mundo (fue la segunda en construirse en el puerto, tras la que se instaló en el muelle Poplar). Originalmente catalogados erróneamente como una cabina de señalización del desaparecido "London and Blackwall Railway", cuando se identificaron correctamente, los restos fueron restaurados como una atracción turística por la "Corporación para el Desarrollo de los Docklands de Londres".
La ciudad de Londres tenía un extenso sistema público de energía hidráulica desde mediados del siglo XIX, que finalmente se cerró en la década de 1970. Disponía de cinco estaciones de bombeo, operadas por la Compañía de Energía Hidráulica de Londres. Los almacenes y los muelles ferroviarios a menudo tenían su propio sistema separado.

### Acumulador neumático

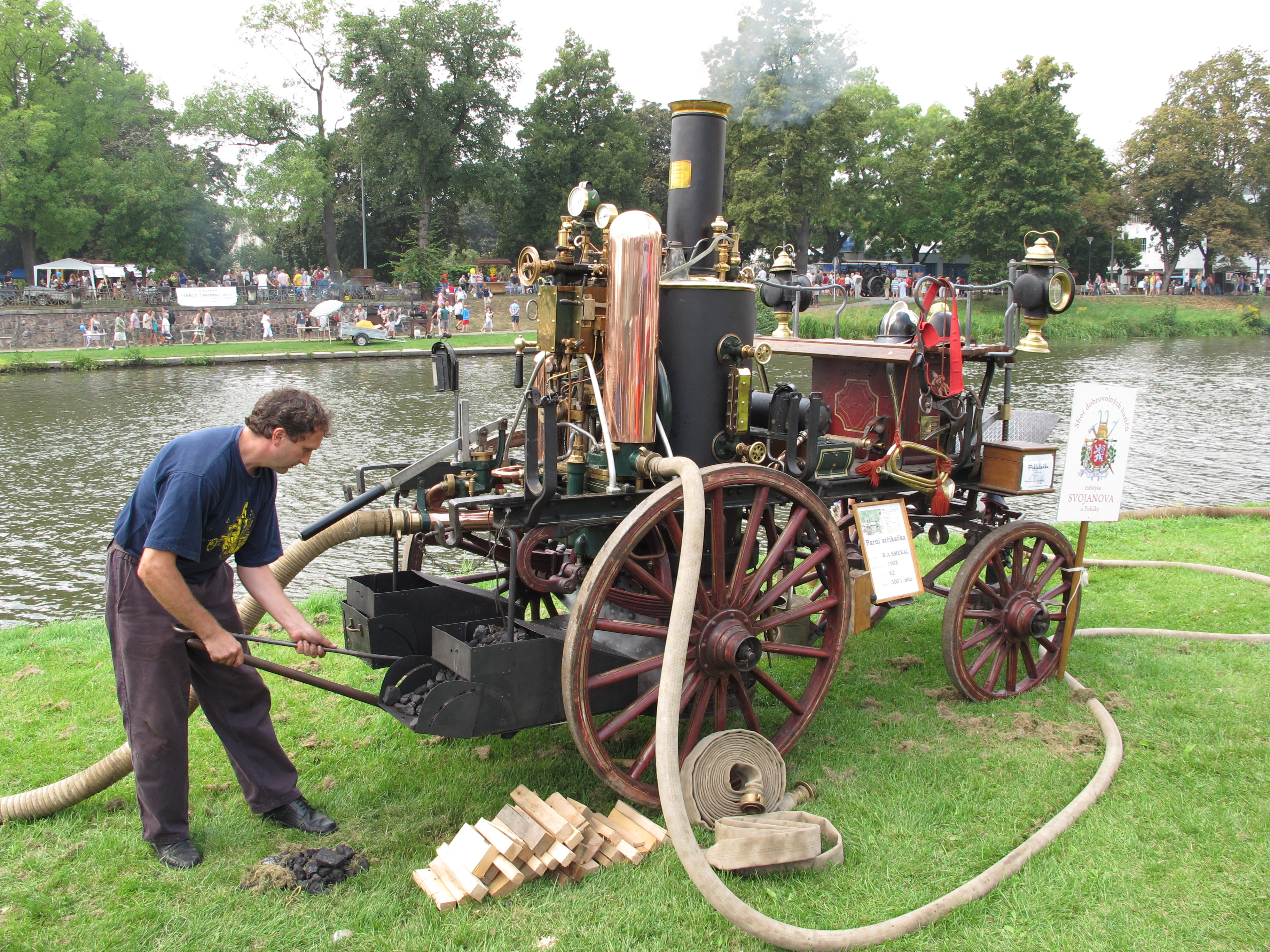
Máquina de bomberos con motor de vapor, con un acumulador vertical de cobre

Una forma simple de acumulador neumático es un volumen cerrado lleno de aire. Una sección vertical de una tubería (a menudo de mayor diámetro) puede ser suficiente. Esta sección está llena de aire, que se comprime a medida que la tubería se llena.
Dichos acumuladores no tienen suficiente capacidad para almacenar energía durante largos períodos, pero pueden actuar como un amortiguador para absorber las fluctuaciones de la presión. Se utilizan para suavizar la entrega de las bombas de pistón. Otro uso es como amortiguador para evitar los efectos del golpe de ariete.

### Acumulador cerrado de gas comprimido (o cargado de gas)

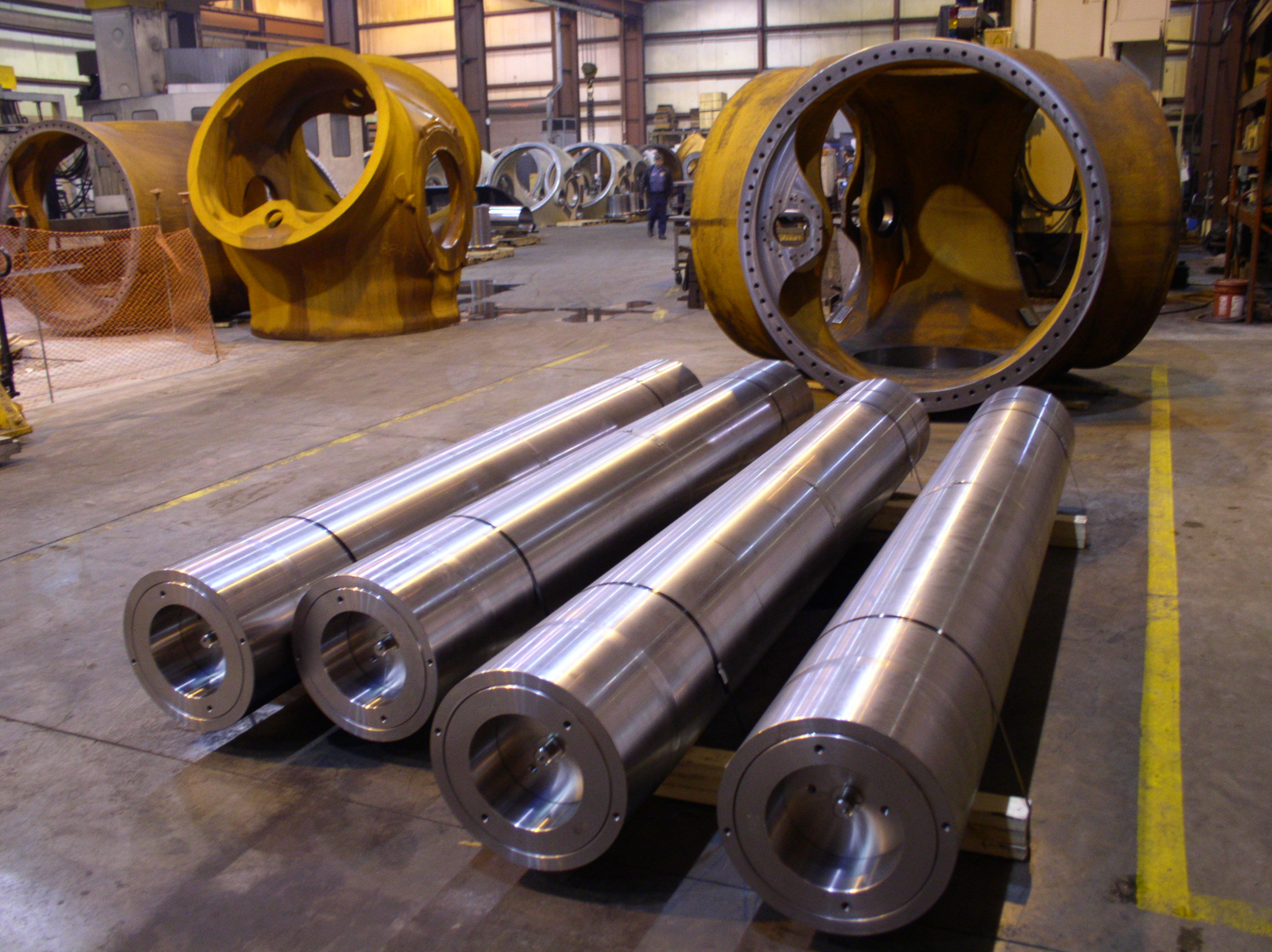
Acumulador de pistón

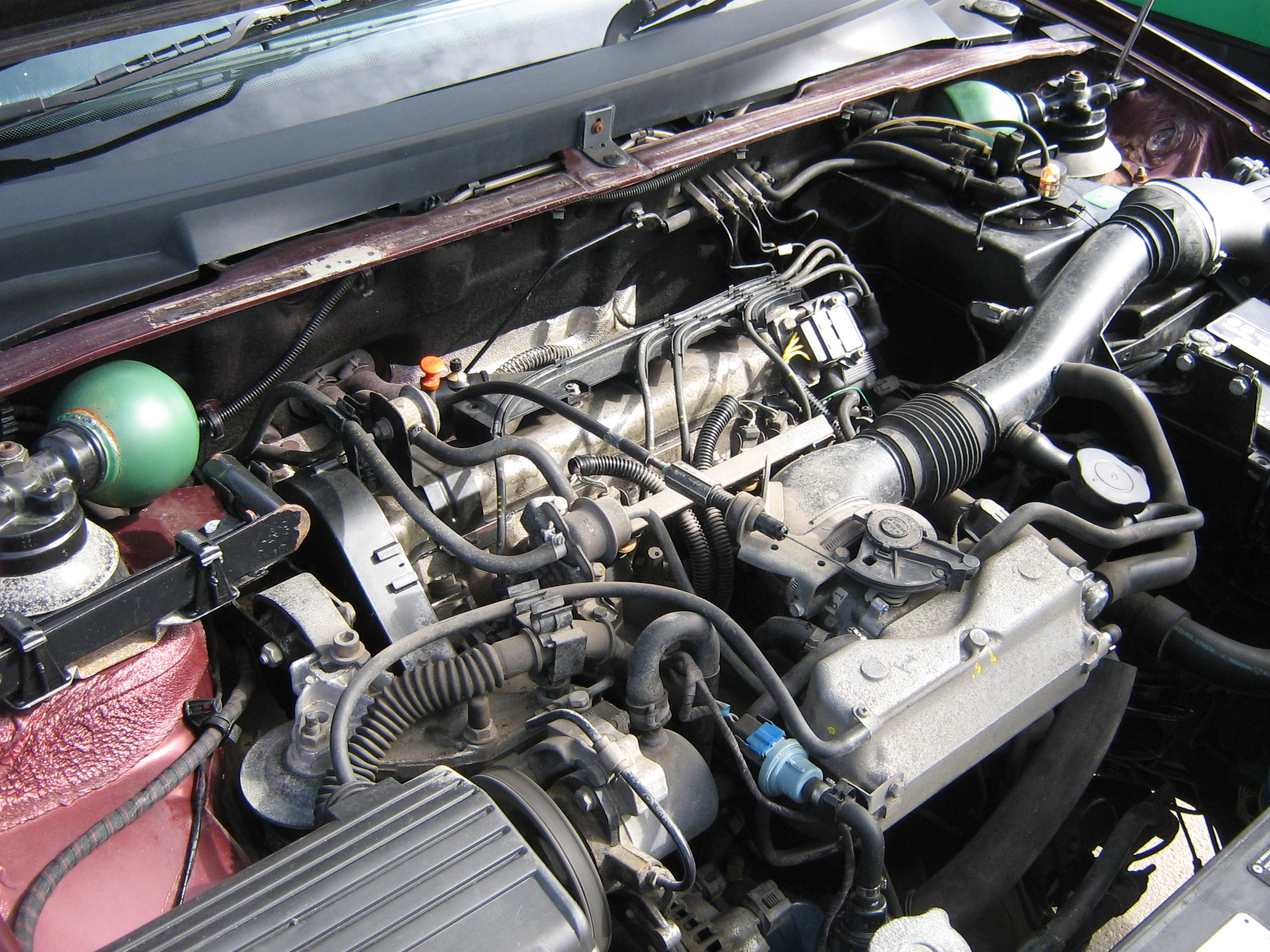
Compartimento del motor de un Citroën XM mostrando dos esferas de color verde, que son los acumuladores de la suspensión hidroneumática característica de Citroën

Un acumulador de gas comprimido consiste en un cilindro con dos cámaras separadas por un diafragma elástico, una membrana cerrada o un pistón flotante. Una de las cámaras contiene un fluido hidráulico y está conectada a la línea hidráulica. La otra cámara contiene un gas inerte a presión (normalmente nitrógeno) que proporciona la fuerza de compresión en el fluido hidráulico. Se usa un gas inerte porque el oxígeno y el fluido pueden formar una mezcla explosiva cuando se combinan a alta presión. A medida que cambia el volumen del gas comprimido, la presión del gas (y la presión sobre el fluido) se intercambian.
Jean Mercier inventó un acumulador de gas comprimido para su uso en hélices de paso variable.

### Acumulador de resorte
Un acumulador de resorte opera de forma similar al acumulador cargado con gas, excepto que se usa un resorte pesado (o varios resortes) para proporcionar la fuerza de compresión. Según la Ley de Hooke, la magnitud de la fuerza ejercida por un resorte es linealmente proporcional a su cambio de longitud. Por lo tanto, a medida que el resorte se comprime, la fuerza que ejerce sobre el fluido aumenta linealmente.

### Fuelles de metal
Los acumuladores de fuelle de metal funcionan de manera similar al tipo de gas comprimido, excepto en que el diafragma elástico o el pistón flotante se reemplazan por un fuelle metálico herméticamente sellado. El fluido puede ser interno o externo al fuelle. Las ventajas para el tipo de fuelle metálico incluyen una velocidad de resorte excepcionalmente baja, lo que permite que la carga de gas realice todo el trabajo con un pequeño cambio en la presión de lleno a vacío, y una carrera larga en relación con la "altura sólida" (con el fuelle vacío), lo que proporciona un volumen de almacenamiento máximo para un tamaño de contenedor dado. El acumulador de fuelle de metal ofrece un rendimiento excepcionalmente alto, y se puede producir con una amplia variedad de aleaciones que dan como resultado el uso de distintos fluidos. Otra ventaja de este tipo es que no experimenta problemas con su funcionamiento a alta presión, lo que permite una mayor capacidad de almacenamiento de energía.

## Funcionamiento de un acumulador

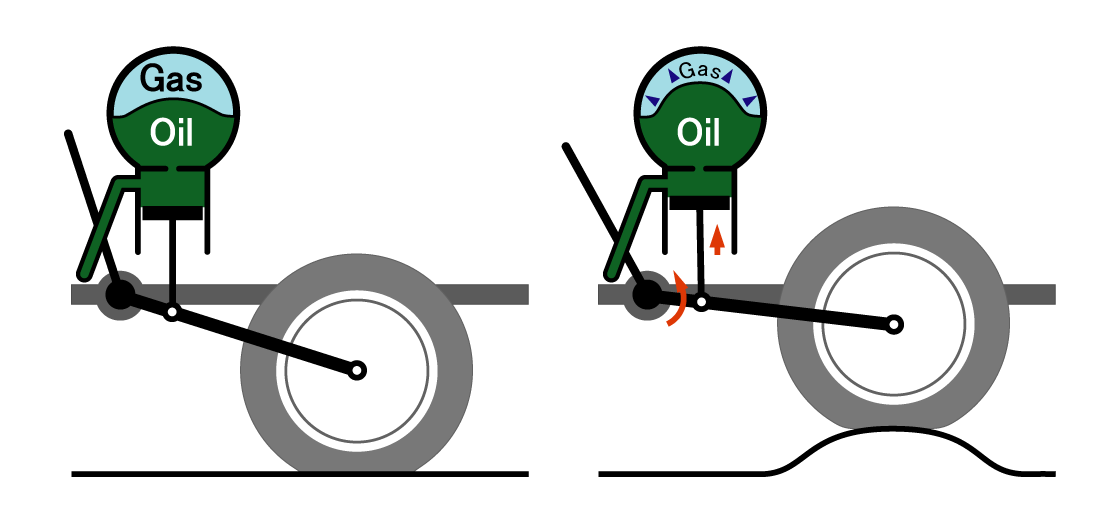
Funcionamiento de un acumulador hidroneumático en la suspensión de una rueda

En los sistemas hidráulicos modernos, a menudo móviles, el elemento preferido es un acumulador cargado de gas, pero en muchos sistemas sencillos se utilizan sistemas presurizados por resorte. Algunos dispositivos pueden utilizar más de un acumulador. Su tipo y ubicación exacta son el resultado de una solución de compromiso entre su efecto y sus costos de fabricación.
Normalmente se colocan cerca de las bombas de impulsión, con una válvula de retención que impide que el flujo regrese a la bomba. En el caso de las bombas de tipo pistón, los acumuladores se colocan en la ubicación ideal para absorber las pulsaciones de energía producidas por este tipo de bombas. También ayuda a proteger el sistema del efecto del golpe de ariete, resguardando los componentes hidráulicos (particularmente las tuberías) de ambas fuerzas potencialmente destructivas.
Otro beneficio es la energía adicional que se puede almacenar mientras la bomba está sujeta a una baja demanda, permitiendo al diseñador poder usar una bomba de menor capacidad. Los largos desplazamientos de determinados componentes de algunos sistemas mecánicos, como el tren de aterrizaje de un gran avión, requieren un volumen considerable de fluido y también pueden beneficiarse de uno o más acumuladores. A menudo se colocan cerca del mecanismo que demanda el fluido, dado que la entrega de energía de un acumulador de descarga en periodos de tiempo cortos, es mucho mayor incluso que la que podrían producir grandes bombas.
Un acumulador también puede mantener la presión en un sistema cuando hay fugas leves, sin necesidad de que la bomba se encienda y se apague constantemente. Cuando los cambios de temperatura causan variaciones de presión, el acumulador ayuda a absorberlos, facilitando la expansión del fluido en tramos de conducciones confinados entre válvulas.
La precarga de gas en un acumulador se configura de modo que la membrana, el diafragma o el pistón de separación no alcancen ni golpeen ninguno de los extremos del pistón. El diseño de precarga normalmente garantiza que las partes móviles no ensucien los extremos ni bloqueen los puntos de paso del fluido. Un acumulador correctamente diseñado y mantenido debe funcionar sin problemas durante años, aunque un mantenimiento deficiente de la precarga puede provocar graves averías.